# Rhaphidophora lacduongensis
Rhaphidophora lacduongensis — вид квіткових рослин із родини Araceae, роду Rhaphidophora. Рідним ареалом виду є В'єтнам.
Листки цілі, великі, яйцеподібні. Вид близький до R. megaphylla.